# Jinotepe
Jinotepe ist eine Stadt im Süden von Nicaragua zwischen Pazifik und Nicaraguasee, Kreisstadt des gleichnamigen Municipios und Hauptstadt des Departements Carazo.

## Geschichte
Carazo ist ein Zentrum des Kaffeeanbaus in Nicaragua. In Jinotepe wird der Kaffee des umliegenden Kaffeedreieckes vermarktet, es war Verwaltungssitz der Haciendas, während in den anderen Municipios die Knechte wohnten, hatte Jinotepe die sogenannte Kaffeebourgeoisie. In ihrem Verwaltungsbereich gibt es eine Escuela normal (Volksschule), ein Instituto Politécnico (Fachhochschule), auch ist eine Einrichtung der Universidad Nacional Autónoma de Nicaragua (UNAN-Managua), das Recinto Universitario de Carazo (RUC) mit etwa 5.000 Studenten, in der ehemaligen Kaserne der Guardia Nacional de Nicaragua untergebracht. In Jinptoepe gibt es eine Privatschule das Colegio San José.

## Religiöse Traditionen

### Santiago
Santiago ist der Patron von zahlreichen Gemeinden in Nicaragua. Für Jinotepe liegt die nicaraguanische Version seiner Legende detailliert vor, weshalb hier ein Ursprung vermutet wird. Die Variation der Santiagolegende in Jinotepe ist, dass sein Bildnis an den Strand von Huehuete angetrieben wurde. Ein Sturm hatte das Schiff zerstört, das die Kisten mit den Bildern der Heiligen Santiago und San Sebastian transportierte. Diese wurden in etwa im Jahr 1700 bei Zanja de Ambar von zwei indigenen Salineros aus Carazo als Stranggut gefunden, die beiden konnten aber Santiago nicht entnehmen. Sie brachten die Kisten zur Loma de Bartolo, einem Felsen, wo sie sich von einem Priester den Inhalt zertifizieren ließen. Die Bilder blieben in den Schreinen und wurden auf Ochsenkarren zu den nächstgelegenen Orten Diriamba beziehungsweise Jinotepe gebracht. Als sie in Diriamba versuchten, den Schrein mit dem Bildnis des Santiago vom Karren zu nehmen, erwies sich dieser als sehr schwer, während der Schrein des San Sebastian leicht wie eine Feder war. Daraus schlossen die Transporteure, dass San Sebastian in Dirimba bleiben wolle, während sie mit Santiago nach Jinotepe weiterfuhren. Die Gläubigen in Diriamba nennen San Sebastian Guachán und verehren ihn mit einem Fest Mitte Januar.

### San Sebastian Street Day
Santiago wird in Jinotepe von zahlreichen Gläubigen verehrt. Zu den Höhepunkten im Jahr gehört das Fest anlässlich der Anlandung der beiden Schutzheiligen am 24. Juli. Nach der Messe wird Santiago auf den Schultern zum Beneficio de Café Santa Rosa getragen, dort trifft er auf San Marcos aus der gleichnamigen Gemeinde. Zum Abbrennen von Feuerwerkskörpern und Rufen Viva Santiago werden die beiden nach Dolores, dem Dorf, welches auf halbem Weg zwischen Jinotepe und Diriamba liegt, getragen. San Sebastián erscheint pünktlich bei der Verabredung, begleitet von den traditionellen Tänzen: El Güegüense, Macho Ratón, El Toro Guaco, El Viejo y la Vieja, El baile del Gigante, Chago oder Los Diablitos y las Inditas begleiten. In Dolores treffen sich die drei Heiligen und treten in die Gemeinde auf den Schultern ihrer Träger ein, wo sich die Bevölkerung im Parque Central und im Kirchhof versammelt hat und sie herzlich willkommen heißen.

### 25. Juli
Am 25. Juli ist der Bischof zugegen, und die Heiligenbilder werden durch die Straßen getragen; zum Essen gibt es Spezialitäten aus Jinotepe:

### Eremitage
1739 wurde die Eremitage, welche am heutigen Ort der Banco Nacional de Desarrollo von Jinotope stand, durch einen Ausbruch des Volcan de Mombacho stark beschädigt. 1751 besuchte der Bischof der Diözese Nicaragua Lic. Fray Pedro Agustín Morel de Santa Cruz bei einer Reise durch seine Diözese die Eremitage. Der Bischof hatte vorher schon einmal die unzerstörte Eremitage gesehen. 1811 besuchte Prior del Convento de Cartagena y caballero de la Cruz Isabel la Católica, Fray Nicolás García Jeréz die Eremitage. Damals zeigten sich die ersten Aufstände, welche zur Lösung von Spanien 1821 führten, vor allem in Leon. 1852 wurde die Eremitage durch ein Erdbeben erschüttert. Bis 1976 wurde sie von der Municipalidad genutzt, bis sie Rentas de Carazo abriss, um das Gebäude der Banco Nacional zu errichten.

### Gemeindekirche Santiago Apóstol
1820 meinte Bischof García Jeréz, es gäbe in Spanien die Sitte, dass Behörden zu dem Bau von Kirchen bedeutende Beiträge leisten würden. Das Viertel de Xinotepet war damals vier Leguas lang. Das Cabildo de Españoles und das Cabildo de Indios repräsentierten zusammen 5.200 Seelen, zwei Priester eine Kongrua von 900 Pesos und zwei Reales (1 Peso = 8 Reales).
Der Vorsitzende des Cabildo de Indios schlug anlässlich der Verhandlungen um den Kirchenbau vor, dass der Kalk in Öfen am Fluss an einem Ort genannt Cabecera de don Gaspar gebrannt würde, dass die vom Cabildo de Indios gestellten Arbeitskräfte verpflegt würden, dass die Schlachtrinder aus lokaler Produktion stammen würden. Es wurde damit begonnen, Kalk entgeltlos zu transportieren.
Der Architekt Felipe Granera aus León (Nicaragua) plante und seine Maurer waren die Konstruktionsverantwortlichen. Finanziert wurde das Bauhaben durch wohlhabende örtliche Bürger, und in wöchentlichem Rhythmus wurden Gemeindebeamte auf dem Bau eingesetzt. Ein Teil der Verblendung der Kirche besteht aus Vulkanschlacke, welche damals personalintensiv aus 20 Kilometer Entfernung von Indigenas hergetragen wurde. Das Wasser wurde von Quellen am nördlichen Rand der Gemeinde bei Chaliapa geholt.

## Ayiaco
Ayiaco ist ein regionales Gericht aus Jinotepe und besteht aus Maisteig, Reisbrei, Schweinerippen, Ananas und Quelites (Kräuterblätter) und Jocote Verde (Baumfrucht).
Daneben gibt es bei den Mayordomos und Festteilnehmerinnen Buñuelos und Nacatamales.

## In Jinotepe geboren
- Armando Luna Silva, Botschafter der Republik Nicaragua beim Heiligen Stuhl
- Bernabé Somoza (1815–1849), Anführer des Aufstandes in Rivas (Nicaragua) 1849 und ein Mitglied des Somoza-Clans
- Pedro Hernández Cantarero CMF  (* 1954), Apostolischer Vikar von Darién in Panama  und Titularbischof von Thabraca
- Herty Lewites (Herty Lewites Rodríguez; 1939–2006), nicaraguanischer Politiker
- Jaime Wheelock Roman